# 2014년 상하이 국제 영화제
제17회 상하이 국제 영화제는 2014년 6월 14일에 열린 시상식이다.

## 수상 및 후보

### 금잔작품상
- 리틀 잉글랜드 - 펜테리스 불가리스 수상

### 금잔심사위원대상
- 승리 - 장 멍 수상

### 금잔감독상
- 리틀 잉글랜드 - 펜테리스 불가리스 수상

### 금잔각본상
- 디플로머시 - 시릴 겔리 외 1명 수상

### 금잔촬영상
- 오색신검 - 나반 수상

### 금잔남우주연상
- 더 라스트 엑시큐셔너 - 비데야 판스링감 수상

### 금잔여우주연상
- 리틀 잉글랜드 - 페네로페 실리카 수상

### 금잔예술상
- 비긴 어게인 - 그렉 알렉산더 수상

### 심사위원상
- 소년, 세상을 만나다 - 알레 아브레우 수상

### 금잔상-장편영화
- 닫집 - 에어런 윌슨 수상
- 더 와일드 이어즈 - 마우로 헤르세 수상
- 승리 - 장 멍
- 프리데스티네이션 - 마이클 스피어리그 외 1명
- 일라이저 그레이브스 - 브래드 앤더슨
- 디플로머시 - 폴커 슐렌도르프
- 쉬 어도르 힘 - 잔 에리
- 리틀 잉글랜드 - 펜테리스 불가리스
- 더 라스트 엑시큐셔너 - 톰 월러
- 표적 - 창감독
- 마이코는 레이디 - 수오 마사유키
- 더 우즈 아 스틸 그린 - 마코 나버스닉
- 앤트 스토리 - 모스타파 사르와르 파루키
- 더 새크리드 애로우 - 페마 체덴
- 비긴 어게인 - 존 카니
- 스노우 - 메디 라마니

### 아시아신인상
- 10분 - 이용승
- 앤젤스 디센드 투게더 - 하메드 모하마디
- 홈랜드 - 나오 쿠보타
- 아임 낫 앵그리! - 레자 도르미시안
- 노 스모킹 - 강 우 외 1명
- 블루 스카이 본즈 - 최건
- 드래곤플라이 - 인드라닐 로이초우드리
- 이야 모노가타리 - 츠타 테츠이치로
- 콘크리트 클라우드 - 리 차타메티쿤

### 국제학생단편상 작품상
- 바미드바 - 온 니르 수상

### 국제학생단편상 감독상
- 바미드바 - 온 니르 수상

### 공로상
니콜 키드먼 수상

### 그랜드 단편영화상
- 풀 타임 - 마크 길 수상

### 베스트 단편 감독상
- 라스트 오브 유 - 단 자허 수상

### 국제영화 파노라마
- 3X3D - 피터 그리너웨이 외 2명
- 상하이에서 온 여인 - 오슨 웰즈
- 하우 투 디스크라이브 어 클라우드 - 다비드 베어벡
- 피노키오 - 로베르토 베니니
- 그렇게 아버지가 된다 - 고레에다 히로카즈
- 팔레르모의 결투 - 엠마 단테
- 그레이스 오브 모나코 - 올리비에 다한
- 대부 - 프란시스 포드 코폴라
- 더 보이 앤드 더 월드 - 알레 아브레우
- 줄루 - 제로미 샐레
- 스타로부터 스무 발자국 - 모건 네빌
- 순수의 시대 - 마틴 스코세이지
- Series of boat down
- 무대자매 - 셰진
- 필로미나의 기적 - 스티븐 프리어스
- 블루 재스민 - 우디 앨런
- 디 프라우, 디 지히 트라우트 - 마크 렌징
- 햇빛 쏟아지던 날들 - 강문